# Sauris lucens
Sauris lucens är en fjärilsart som beskrevs av W. Warren 1899. Sauris lucens ingår i släktet Sauris och familjen mätare. Inga underarter finns listade.